# 박진원 (미술가)
박진원(朴軫遠, 1968년 7월 6일 ~ )은 대한민국의 가수, 기타리스트, 베이시스트 겸 음악가 분야에서 은퇴한 동양화가, 서양화가, 미술대학 교수이다.

## 이력

### 주요 경력
- 1988년 미술가 첫 입문.
- 1995년 프로젝트 록 음악 그룹 "컬트(Cult)"의 베이시스트로 가수 데뷔.
- 1996년 프로젝트 록 음악 그룹 "뷰투(View To...)"의 베이시스트 겸 보컬리스트.
- 1997년 음악가 분야 은퇴.
- 2000년 가나아트센터 근무.
- 2005년 이후 크리스찬 미술 작가로 활약(2005년 11월).
- 2012년 이후 감리교신학대학교·협성대학교 미술대학 강의, 미술 분야 개인전 및 단체전.
- 홍콩 크리스티 경매 연속 낙찰 기록.

### 학력
- 서울 보성고등학교 졸업
- 추계예술학교 동양화과 중퇴
- 한국방송통신대학교 문화교양학과 학사
- 감리교신학대학교 대학원 M.div 석사
- 영국 웨일스 지방 사우스 글러모건 주 카디프 메트로폴리탄 대학교 대학원 미술학과 미술학 석사